# French Open 2000
Die 99. French Open 2000 fanden vom 29. Mai bis zum 11. Juni 2000 in Paris im Stade Roland Garros statt.
Das Teilnehmerfeld in der Hauptrunde war auf 128 Teilnehmer im Einzel sowie auf 64 Paarungen im Doppel begrenzt.
Titelverteidiger im Einzel waren Andre Agassi bei den Herren sowie Steffi Graf bei den Damen, die nicht mehr zur Verteidigung des Titels antrat, da sie ihre Karriere 1999 beendete. Im Herrendoppel waren Mahesh Bhupathi und Leander Paes die Titelverteidiger, im Damendoppel die beiden Schwestern Serena und Venus Williams. Im Mixed gewannen Katarina Srebotnik und Piet Norval im Jahr zuvor.
Gewinner im Herreneinzel wurde Gustavo Kuerten, der schon 1997 hier gewonnen hatte. Bei den Damen gewann Mary Pierce, die damit zum zweiten und letzten Mal in ihrer Karriere bei einem Grand Slam erfolgreich war und die bis heute die letzte französische Gewinnerin ist. Sie gewann auch zusammen mit ihrer Partnerin Martina Hingis die Damendoppel-Konkurrenz, während bei den Herren die "Woodies" (Mark Woodforde und Todd Woodbridge) gewannen. Im Mixed waren die beiden Südafrikaner Mariaan de Swardt und David Adams erfolgreich.

## Herreneinzel

### Setzliste
| Nr. | Spieler            | Erreichte Runde |
| --- | ------------------ | --------------- |
| 01. | Andre Agassi       | 2. Runde        |
| 02. | Pete Sampras       | 1. Runde        |
| 03. | Magnus Norman      | Finale          |
| 04. | Jewgeni Kafelnikow | Viertelfinale   |
| 05. | Gustavo Kuerten    | Sieg            |
| 06. | Cédric Pioline     | Achtelfinale    |
| 07. | Thomas Enqvist     | 3. Runde        |
| 08. | Nicolas Kiefer     | 1. Runde        |

| Nr. | Spieler             | Erreichte Runde |
| --- | ------------------- | --------------- |
| 09. | Lleyton Hewitt      | Achtelfinale    |
| 10. | Àlex Corretja       | Viertelfinale   |
| 11. | Nicolás Lapentti    | Achtelfinale    |
| 12. | Marat Safin         | Viertelfinale   |
| 13. | Tim Henman          | 3. Runde        |
| 14. | Dominik Hrbatý      | 2. Runde        |
| 15. | Younes El Aynaoui   | Achtelfinale    |
| 16. | Juan Carlos Ferrero | Halbfinale      |

## Dameneinzel

### Setzliste
| Nr. | Spielerin               | Erreichte Runde |
| --- | ----------------------- | --------------- |
| 01. | Martina Hingis          | Halbfinale      |
| 02. | Lindsay Davenport       | 1. Runde        |
| 03. | Monica Seles            | Viertelfinale   |
| 04. | Venus Williams          | Viertelfinale   |
| 05. | Conchita Martínez       | Finale          |
| 06. | Mary Pierce             | Sieg            |
| 07. | Nathalie Tauziat        | 3. Runde        |
| 08. | Arantxa Sánchez Vicario | Halbfinale      |

| Nr. | Spielerin            | Erreichte Runde |
| --- | -------------------- | --------------- |
| 09. | Amanda Coetzer       | 3. Runde        |
| 10. | Sandrine Testud      | 3. Runde        |
| 11. | Anke Huber           | Achtelfinale    |
| 12. | Julie Halard-Decugis | 1. Runde        |
| 13. | Amélie Mauresmo      | Achtelfinale    |
| 14. | Anna Kurnikowa       | 2. Runde        |
| 15. | Jennifer Capriati    | 1. Runde        |
| 16. | Barbara Schett       | Achtelfinale    |

## Herrendoppel

### Setzliste
| Nr. | Paarung                           | Erreichte Runde |
| --- | --------------------------------- | --------------- |
| 01. | Alex O’Brien Jared Palmer         | 1. Runde        |
| 02. | Mark Woodforde Todd Woodbridge    | Sieg            |
| 03. | Paul Haarhuis Sandon Stolle       | Finale          |
| 04. | Ellis Ferreira Rick Leach         | 1. Runde        |
| 05. | Byron Black Jonas Björkman        | 2. Runde        |
| 06. | David Adams John-Laffnie de Jager | 1. Runde        |
| 07. | Wayne Ferreira Jewgeni Kafelnikow | Viertelfinale   |
| 08. | Jiří Novák David Rikl             | Viertelfinale   |

| Nr. | Paarung                        | Erreichte Runde |
| --- | ------------------------------ | --------------- |
| 09. | Mahesh Bhupathi David Prinosil | 2. Runde        |
| 10. | Martin Damm Dominik Hrbatý     | Achtelfinale    |
| 11. | Wayne Black Andrew Kratzmann   | 2. Runde        |
| 12. | Justin Gimelstob Mark Knowles  | 1. Runde        |
| 13. | Sébastien Lareau Daniel Nestor | Viertelfinale   |
| 14. | Nicklas Kulti Mikael Tillström | Achtelfinale    |
| 15. | Olivier Delaître Jeff Tarango  | 1. Runde        |
| 16. | Piet Norval Kevin Ullyett      | Achtelfinale    |

## Damendoppel

### Setzliste
| Nr. | Paarung                             | Erreichte Runde |
| --- | ----------------------------------- | --------------- |
| 01. |                                     |                 |
| 02. | Lisa Raymond Rennae Stubbs          | Achtelfinale    |
| 03. | Martina Hingis Mary Pierce          | Sieg            |
| 04. | Anna Kurnikowa Natallja Swerawa     | Achtelfinale    |
| 05. | Julie Halard-Decugis Ai Sugiyama    | Halbfinale      |
| 06. | Alexandra Fusai Nathalie Tauziat    | Halbfinale      |
| 07. | Chanda Rubin Sandrine Testud        | Achtelfinale    |
| 08. | Conchita Martínez Patricia Tarabini | Viertelfinale   |

| Nr. | Paarung                                   | Erreichte Runde |
| --- | ----------------------------------------- | --------------- |
| 09. | Laurence Courtois Arantxa Sánchez Vicario | 1. Runde        |
| 10. | Virginia Ruano Pascual Paola Suárez       | Finale          |
| 11. | Nicole Arendt Manon Bollegraf             | Achtelfinale    |
| 12. | Tina Križan Katarina Srebotnik            | 2. Runde        |
| 13. | Kimberly Po Anne-Gaëlle Sidot             | Achtelfinale    |
| 14. | Åsa Carlsson Émilie Loit                  | 1. Runde        |
| 15. | Anke Huber Barbara Schett                 | Viertelfinale   |
| 16. | Liezel Horn Laura Montalvo                | Viertelfinale   |

## Mixed

### Setzliste
| Nr. | Paarung                           | Erreichte Runde |
| --- | --------------------------------- | --------------- |
| 01. | Todd Woodbridge Rennae Stubbs     | Finale          |
| 02. | Leander Paes Lisa Raymond         | Achtelfinale    |
| 03. | Sandon Stolle Natallja Swerawa    | 2. Runde        |
| 04. | John-Laffnie de Jager Ai Sugiyama | Halbfinale      |
| 05. | Jeff Tarango Jelena Lichowzewa    | Viertelfinale   |
| 06. | Rick Leach Manon Bollegraf        | 2. Runde        |
| 07. | Ellis Ferreira Tina Križan        | 2. Runde        |
| 08. | Olivier Delaître Nathalie Tauziat | 2. Runde        |

| Nr. | Paarung                                | Erreichte Runde |
| --- | -------------------------------------- | --------------- |
| 09. | Pieter Norval Katarina Srebotnik       | 2. Runde        |
| 10. | Mark Woodforde Kristie Boogert         | Halbfinale      |
| 11. | Donald Johnson Kimberly Po             | Viertelfinale   |
| 12. | David Adams Mariaan de Swardt          | Sieg            |
| 13. | Nicklas Kulti Åsa Carlsson             | Achtelfinale    |
| 14. |                                        | Rückzug         |
| 15. | Andrew Kratzmann Miriam Oremans        | 2. Runde        |
| 16. | Tomás Carbonell Virginia Ruano Pascual | 2. Runde        |